# Brian Schrapel
Brian Raymond Schrapel (ur. 17 maja 1946) – australijski jeździec sportowy, olimpijczyk.
Reprezentował Australię na Letnich Igrzyskach Olimpijskich 1972, które odbyły się w Monachium.